# Route nationale 816
Pour les articles homonymes, voir Route 816.
La route nationale 816 ou RN 816 était une route nationale française reliant Vimoutiers à  la RN 12. À la suite de la réforme de 1972, elle a été déclassée en RD 916 dans l'Orne et en RD 34 dans la Mayenne.

## Ancien tracé de Vimoutiers à la RN 12 (D 916)
- Vimoutiers
- Trun
- Argentan, où elle rencontrait la RN 24bis
- Écouché
- Rânes
- La Ferté-Macé
- Bagnoles-de-l'Orne
- Couterne
- Lassay-les-Châteaux
- Montreuil
- RN 12, commune de Saint-Fraimbault-de-Prières